# 女貞
- 關於建立金朝與後金，後改名「滿洲」的民族，請見「女真」。
- 關於同样可饲养白蜡虫以取白蜡的木樨科梣属植物，請見「白蜡树」。
- 關於冬青科冬青属植物，請見「冬青」。

女贞是木樨科女贞属植物，又称蜡树、青蜡树、白蜡树、大叶蜡树等，又名冬青，也寫作女桢、楨木，是襄陽市的市樹。

## 名称
《本草纲目》载：“時珍曰：此木凌冬青翠，有貞守之操，故以貞女狀之”、“晉·蘇彥《女貞頌》序云：‘女貞之木，一名冬青。負霜蔥翠，振柯凌風。故清士欽其質，而貞女慕其名。’……別有冬青，與此同名。”、“近時以放蠟蟲，故俗呼為蠟樹”。《山海经》中称为“桢木”。

## 形态
女贞是女贞属植物中高大的品种，高可达25米，为常绿灌木或乔木。叶对生，革质，卵状披针形，6-17厘米长，3-8厘米宽；初夏开白色小花，两性，裂片4，组成聚伞花序再排成顶生的圆锥花序；果实为浆果状核果，成熟时为蓝黑色。

## 分布
原生于中国长江流域以及河南、陕西、甘肃等地，目前北方不太寒冷的地方也有引种，在朝鲜南方、印度也有分布。

## 用途
女贞可饲养白蜡虫以取白蜡，其根、茎、皮、叶、果都可以做药用，其果实为中药“女贞子”，又稱作“熟女贞”。女贞树耐修剪，如果不让其长大可以作为庭园树篱，也可做行道树。木材细致，可以作为细木工用材。女贞也可以作为嫁接木樨或丁香的砧木。

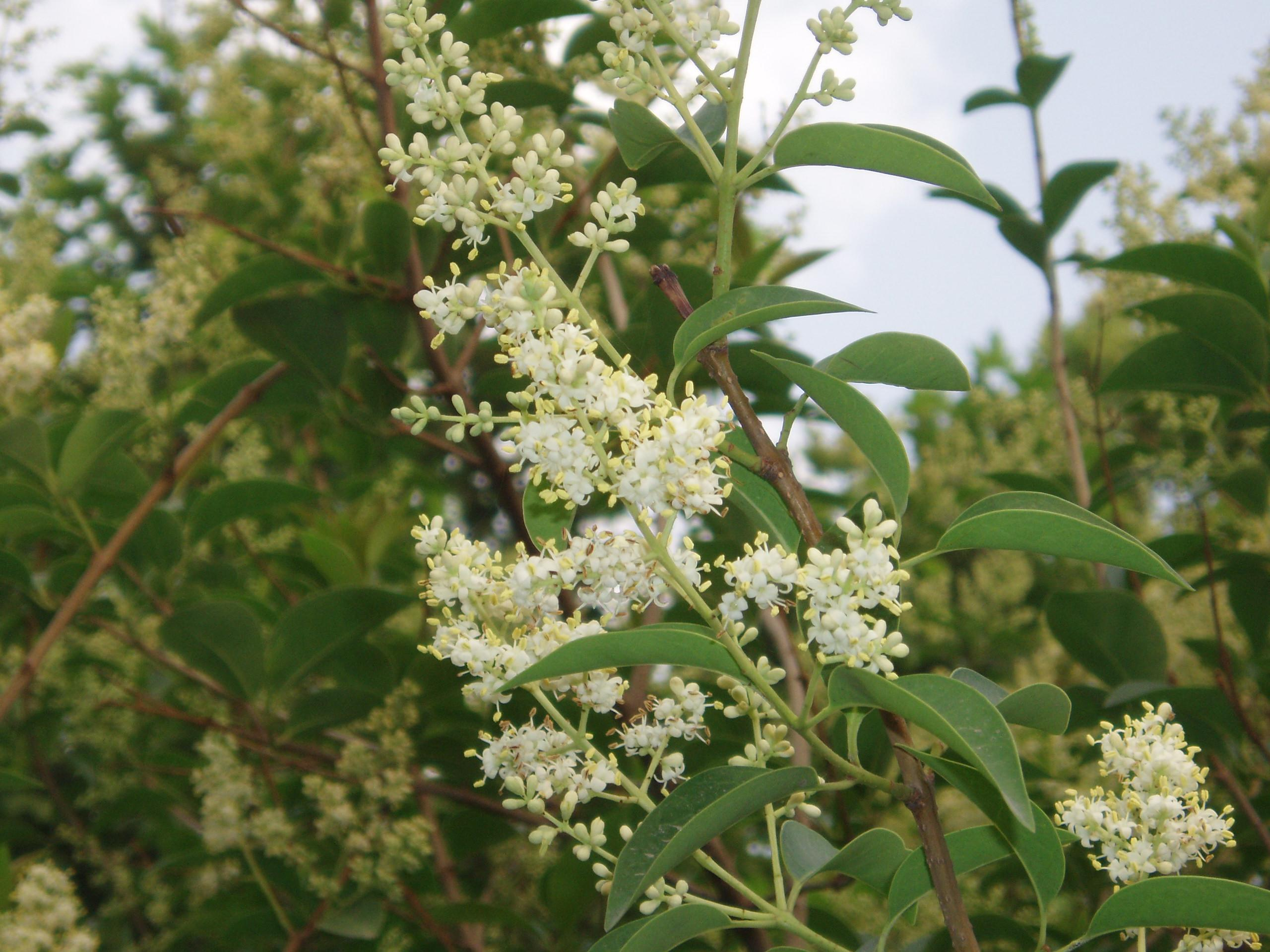
花序

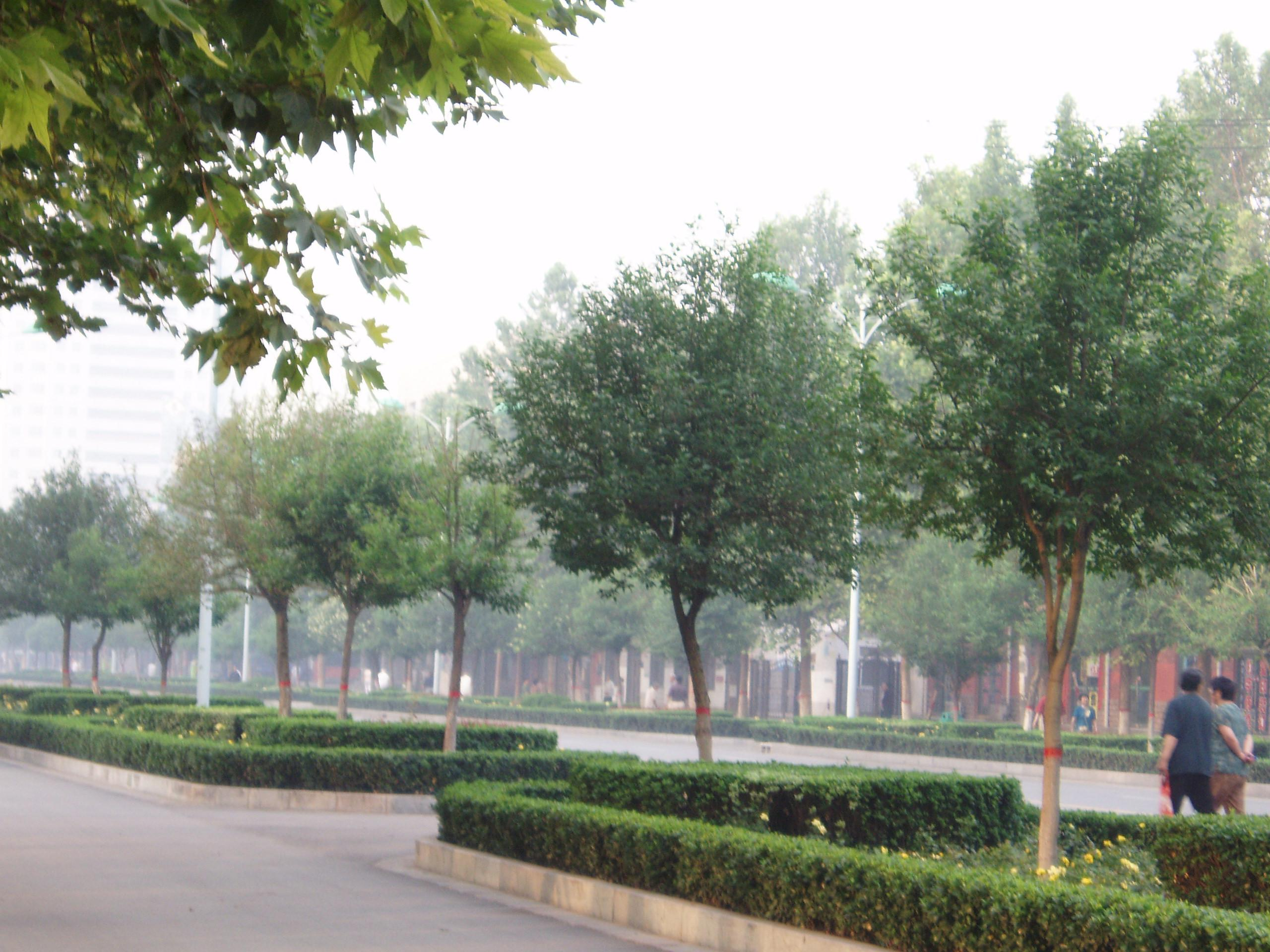
作为行道树的女贞树

## 延伸阅读
[在维基数据编辑]
 《欽定古今圖書集成·博物彙編·草木典·女貞部》，出自陈梦雷《古今圖書集成》
 《植物名實圖考·女貞》，出自吳其濬《植物名實圖考》